# Atentado de 3 de fevereiro de 2007 em Bagdá
O atentado bombista de 3 de fevereiro de 2007 em Bagdá foi um ataque terrorista provocado pela detonação de um grande caminhão-bomba em um movimentado mercado da capital iraquiana, Bagdá, em 3 de fevereiro de 2007. O ataque suicida matou pelo menos 135 pessoas e feriu outras 339. A bomba, estimada em cerca de uma tonelada, derrubou pelo menos dez edifícios e cafeterias e destruiu barracas do mercado em um enclave predominantemente xiita.

## Vítimas e consequências
Os ataques mataram pelo menos 135 pessoas e feriram outras 339, tornando-se o ataque terrorista mais mortífero desde os atentados em Sadr City de 23 de novembro de 2006. O atentado bombista foi o pior dos quatro grandes ataques nas últimas três semanas, todos atingindo densas áreas xiitas em Bagdá e Al Hillah, incluindo um ataque em 22 de janeiro de 2007 em outro mercado no centro de Bagdá, que matou pelo menos 88 pessoas e feriu mais de 160 pessoas. O mesmo mercado foi atingido por uma série de carros-bomba em 2 de dezembro de 2006, que matou mais de 50 pessoas. Após a explosão, o hospital mais próximo foi rapidamente sobrecarregado com pacientes afetados pela explosão.
O Ministério do Interior iraquiano estimou que cerca de mil pessoas foram mortas em todo o Iraque na semana anterior devido a combates armados, tiroteios e ataques bombistas.